# Åke Grefberg
Åke Wilhelm Herbert Grefberg, född den 29 februari 1888 i Söderköping, död den 9 september 1948 i Karlskrona, var en svensk sjömilitär. Han var brorson till Wilhelm Grefberg och bror till Gustaf Grefberg.
Grefberg blev underlöjtnant vid flottan 1909, löjtnant 1913 och kapten 1918. Han genomförde en studieresa till Tyskland och England 1928. Grefberg befordrades till kommendörkapten av andra graden 1936, av första graden 1938 och till kommendör 1942. Han var chef för Göteborgseskadern 1942–1943 och chef för Karlskrona örlogsstation från 1943. Grefberg invaldes som ledamot av Örlogsmannasällskapet 1927. Han blev riddare av Svärdsorden 1930 och av Vasaorden 1936 samt kommendör av andra klassen av Svärdsorden 1946.